# Ribeira de Coja
A ribeira de Coja é um curso de água português com nascente junto da aldeia de Coja , a cerca de 3 km de Aguiar da Beira - freguesia e concelho. Desagua na margem direita do rio Dão, nos extremos dos limites da freguesia de Pindo , no concelho de Penalva do Castelo e da freguesia e concelho de Mangualde, após percorrer cerca de 25 km.